# Kaley Cuoco
Kaley Christine Cuoco (fonetikusan: [kwoʊkoʊ]) (Camarillo, Kalifornia, 1985. november 30. –) amerikai színésznő.

## Fiatalkora
A kaliforniai Camarillóban született 1985-ben. Magántanuló volt, és tizenhat évesen befejezte a középiskolát.

## Színészi pályafutása
Fiatalkora óta színészkedik. Reklámokban is feltűnt, utána sorra kapta a kisebb szerepeket.
Kaley 6 éves korában kezdett el modellkedni. Hat különböző Barbie reklámban szerepelt. Az első nagy szerepe az 1992-es Quicksand: No Escape mozifilmben volt. Ő játszotta Maureen McCormikot 2000-ben a Growing Up Bradyben, amivel felhívta magára a figyelmet, akárcsak a CBS helyzetkomikumában a Ladies Manben. 2002-ben ívelt fel karrierje, mikor szerepet kapott a 8 Simple Rulesban, ahol egy tinédzsert alakított. Közben főszerepet kapott az NBC csatorna minisorozatában a 10.5-ben.
Szinkronhangja volt Brandy Harringtonnak a Disney csatorna rajzfilmjén, a Brandy és Mr. Bajusz-ban (Brandy and Mr. Whiskers).
2007 szeptemberében szerepet vállalt az Agymenők (eredeti címén: The Big Bang Theory) című szituációs komédiában. Penny szerepét játssza, egy gyönyörű és földhözragadt lányt, aki a Sajttorta Gyár (a sorozatban Cheesecake Factory) nevű étterem egyik pincérnője, és két „kockafej”, Sheldon Cooper és Leonard Hofstadter szomszédja. A műsorban Omahából költözött Kaliforniába, hogy ott színészi karriert kezdjen.
Cuoco három filmszerepet kapott 2010-ben és 2011-ben. A Hoppban és Wanda szerepében a The List Ride-ban tűnt fel.
2012 januárjában a People's Choice Awards díjátadójának ő volt a házigazdája.
A magyar közönség a Bűbájos boszorkák című sorozat egyik főszereplőjeként ismerhette meg, az utolsó évadban Billie karakterét játszotta. 2007-től 2019 januárjáig az Agymenők című sorozatban alakította Pennyt.

## Magánélete
San Fernando Völgyben él, Kaliforniában. Egyik kedvenc hobbija az asztalitenisz. Az Ellen show-ban egy Agymenők (The Big Bang Theory)-dizájnnal ellátott pingpongütőt ajándékozott a házigazda műsorvezetőnőnek, Ellennek. Nemzetközileg rangsorolt amatőr teniszjátékos volt, ezt a hobbit 3 éves korában kezdte el. Van egy húga, Briana.
Johnny Galeckivel két évig jártak titokban. 2009 decemberében szakított színészkollégájával.
2011 októberében jelentették be, hogy eljegyezte őt Josh „Lazie” Resnik. Néhány hónappal később felbontották az eljegyzést.
2013-ban hozzáment Ryan Sweeting teniszjátékoshoz. 2015 szeptemberében azonban közös megegyezéssel elváltak.
2016-ban megismerkedett Karl Cookkal, majd 2018-ban összeházasodtak. 2021-ben bejelentették, hogy külön utakon folytatják életüket.
2022 májusa óta Tom Pelphrey párja. 2022 októberében Instagrammon bejelentették, hogy gyereket várnak. 2023. március 30-án megszületett lányuk, aki a Matilda Carmine Richie Pelphrey nevet kapta.

## Filmográfia

### Film
| Év   | Magyar cím                                    | Eredeti cím                            | Szerep                 | Magyar hang       |
| ---- | --------------------------------------------- | -------------------------------------- | ---------------------- | ----------------- |
| 1995 | SID 6.7 – A tökéletes gyilkos                 | Virtuosity                             | Karin Carter           | Molnár Ilona      |
| 1997 | Mint-a-kép                                    | Picture Perfect                        | kislány                |                   |
| 1999 |                                               | Can't Be Heaven                        | Teresa Powers          |                   |
| 2004 |                                               | Debating Robert Lee                    | Maralee Rodgers        |                   |
| 2005 |                                               | Lucky 13                               | Sarah Baker            |                   |
| 2006 |                                               | Wasted                                 | Katie Cooning          |                   |
| 2006 |                                               | Bratz: Passion 4 Fashion - Diamondz    | Kirstee Smith (hangja) |                   |
| 2007 | A Vadmacska Klub                              | Cougar Club                            | Amanda                 | Nemes Takách Kata |
| 2008 |                                               | Killer Movie                           | Blanca Champion        |                   |
| 2010 |                                               | The Penthouse                          | Erica Roc              |                   |
| 2011 | Hopp                                          | Hop                                    | Sam O'Hare             | Czető Zsanett     |
| 2011 |                                               | The Last Ride                          | Wanda                  |                   |
| 2014 | Anonim alkotók klubja                         | Authors Anonymous                      | Hannah Rinaldi         | Madarász Éva      |
| 2014 | Hogyan rohanj a veszTEDbe (vágatlan változat) | A Million Ways to Die in the West      | nő a boltban (cameo)   |                   |
| 2015 | Bérhaverok                                    | The Wedding Ringer                     | Gretchen Palmer        | Haumann Petra     |
| 2015 |                                               | Burning Bodhi                          | Katy                   |                   |
| 2015 | Alvin és a mókusok – A mókás menet            | Alvin and the Chipmunks: The Road Chip | Eleanor (hangja)       |                   |
| 2016 | Miért pont Ő?                                 | Why Him?                               | Justine (hangja)       | Mezei Kitty       |
| 2017 |                                               | Handsome: A Netflix Mystery Movie      | önmaga                 |                   |
| 2022 | A torontói ember                              | The Man from Toronto                   | Anne                   | Mezei Kitty       |
| 2022 | Tökéletes találkozás                          | Meet Cute                              | Sheila                 |                   |
| 2024 | Szerepjáték                                   | Role Play                              | Emma                   |                   |

### Televízió
| Év        | Magyar cím                                | Eredeti cím                | Szerep                                      | Megjegyzések                                                   |
| --------- | ----------------------------------------- | -------------------------- | ------------------------------------------- | -------------------------------------------------------------- |
| 1992      | Nincs menekvés                            | Quicksand: No Escape       | Connie Reinhardt                            | tévéfilm                                                       |
| 1994      |                                           | My So-Called Life          | fiatal Angela Chase                         | 1 epizód                                                       |
| 1994      | Miért éppen Alaszka?                      | Northern Exposure          | Miranda                                     | 1 epizód                                                       |
| 1996      |                                           | Ellen                      | kis Ellen Morgan                            | 1 epizód                                                       |
| 1997      | Fogtündér                                 | Toothless                  | Lori                                        | tévéfilm                                                       |
| 1998      | Mr. Murder – A tökéletes gyilkos          | Mr. Murder                 | Charlotte Stillwater                        | - minisorozat - magyar hangja: - Bogdányi Titanilla            |
| 1998      |                                           | The Tony Danza Show        | Pammie Green                                | 1 epizód                                                       |
| 2000      |                                           | Alley Cats Strike          | Elisa Bowers                                | tévéfilm                                                       |
| 2000      |                                           | Growing Up Brady           | Maureen McCormick                           | tévéfilm                                                       |
| 2000–2001 | Nőrület                                   | Ladies Man                 | Bonnie Stiles                               | főszereplő (8 epizód)                                          |
| 2001      | Hetedik mennyország                       | 7th Heaven                 | Lynn                                        | 1 epizód                                                       |
| 2002      | Az igazság napja                          | First Monday               | Alyssa                                      | 1 epizód                                                       |
| 2002      |                                           | The Ellen Show             | Vanessa                                     | 1 epizód                                                       |
| 2002      |                                           | The Nightmare Room         | Kristin Ferris                              | 1 epizód                                                       |
| 2002–2005 | Pimaszok, avagy kamaszba nem üt a mennykő | 8 Simple Rules             | Bridget Hennessy                            | főszereplő                                                     |
| 2004      |                                           | The Help                   | Carly Michaels                              | 1 epizód                                                       |
| 2004      | 10.5 – Földindulás                        | 10.5                       | Amanda Williams                             | - minisorozat (2 epizód) - magyar hangja: - Bogdányi Titanilla |
| 2004      | Punk’d – SztÁruló                         | Punk’d                     | önmaga                                      | 1 epizód                                                       |
| 2004      |                                           | Crimes of Fashion          | Brooke Sarto                                | tévéfilm                                                       |
| 2004      |                                           | The Hollow                 | Karen                                       | tévéfilm                                                       |
| 2004      | Rém rendetlen család                      | Complete Savages           | Erin                                        | 1 epizód                                                       |
| 2004–2006 |                                           | Brandy & Mr. Whiskers      | Brandy Harrington (hangja)                  | főszereplő                                                     |
| 2005–2006 |                                           | Bratz                      | Kirstee Smith (hangja)                      | főszereplő                                                     |
| 2005–2006 | Bűbájos boszorkák                         | Charmed                    | Billie Jenkins                              | főszereplő                                                     |
| 2005–2007 |                                           | Loonatics Unleashed        | Paula Hayes / Weather Vane (hangja)         | 3 epizód                                                       |
| 2007      | Túlméretes szöszi                         | To Be Fat like Me          | Alyson Schmidt                              | - tévéfilm - magyar hangja: - Roatis Andrea                    |
| 2007      | A szökés                                  | Prison Break               | Sasha Murray                                | 2 epizód                                                       |
| 2007–2019 | Agymenők                                  | The Big Bang Theory        | Penny                                       | - főszereplő - magyar hangja: - Mezei Kitty                    |
| 2012      | Csendes terror                            | Drew Peterson: Untouchable | Stacy Peterson                              | - tévéfilm - magyar hangja: - Nemes Takách Kata                |
| 2016      |                                           | Comedy Bang! Bang!         | önmaga                                      | 1 epizód                                                       |
| 2016      | Playback párbaj                           | Lip Sync Battle            | önmaga                                      | 1 epizód (Josh Gad vs. Kaley Cuoco)                            |
| 2018      |                                           | Best.Worst.Weekend.Ever.   | önmaga                                      | 1 epizód                                                       |
| 2019–     | Harley Quinn                              | Harley Quinn               | Dr. Harleen Quinzel / Harley Quinn (hangja) | főszereplő és vezető producer                                  |
| 2019      | Az ifjú Sheldon                           | Young Sheldon              | úszómedence vize (hangja)                   | 1 epizód                                                       |
| 2020–2022 | A légikísérő                              | The Flight Attendant       | Cassie Bowden                               | - főszereplő és vezető producer - magyar hangja: - Mezei Kitty |
| 2021      | Félig üres                                | Curb Your Enthusiasm       | Heidi                                       | 1 epizód                                                       |
| 2023–     | Igaz történet alapján                     | Based on a True Story      | Ava Bartlett                                | - főszereplő és vezető producer - magyar hangja: - Mezei Kitty |
| 2024      |                                           | Kite Man: Hell Yeah!       | Dr. Harleen Quinzel / Harley Quinn (hangja) | 1 epizód vezető producer                                       |

## Díjai
2003-ban a Teen Choice Awardson a Pimaszokban nyújtott alakításért kapott díjat, 2006-ban a Method Festen díjazták